# Mont Washington (Oregon)
Pour les articles homonymes, voir Mont Washington.
Le mont Washington (en anglais : Mount Washington) est un volcan culminant à 2 376 mètres d'altitude dans le centre de l'Oregon, au Nord-Ouest des États-Unis. Il fait partie de la chaîne des Cascades. Il est gravi en 1923 par des lycéens de Bend. Il est protégé au sein de la réserve intégrale du Mont Washington et des forêts nationales de Willamette et de Deschutes.

## Toponymie
Le mont Washington est nommé en l'honneur du premier président des États-Unis, George Washington. Il aurait pu échoir au mont Saint Helens ou au mont Hood lorsque, dans les années 1830, Hall J. Kelley propose de renommer la chaîne des Cascades Presidents’ Range,, ou Presidential Range selon les sources,, et d'attribuer à chaque volcan un nom de président des États-Unis.

## Géographie
Le mont Washington se situe dans le Nord-Ouest des États-Unis, au centre de l'État de l'Oregon, sur la limite entre les comtés de Linn à l'ouest et de Deschutes à l'est,. Il se trouve à 25 kilomètres à l'ouest de Sisters et une cinquantaine au nord-ouest de Bend, tandis que Salem, la capitale de l'État, est à 120 kilomètres au nord-ouest et Portland, la ville la plus peuplée, est à près de 150 kilomètres au nord-nord-ouest. Les côtes de l'océan Pacifique se trouvent à 180 kilomètres à l'ouest. Il domine au nord le col Santiam. Le sommet s'élève à 2 376 mètres d'altitude dans la chaîne des Cascades. Sa hauteur de culminance est de 779 mètres ; le sommet plus élevé le plus proche est le Three Fingered Jack à 16 kilomètres au nord, un autre volcan de l'arc volcanique des Cascades. Le mont Washington forme une crête principale orientée nord/sud surmontée par un neck. Sur le piémont oriental naissent le Cache Creek et son affluent le Dry Creek, dont les eaux rejoignent la Metolius et appartiennent donc au bassin de la rivière Deschutes ; le versant occidental fait partie du bassin de la McKenzie et donc de la Willamette mais aucune source n'est présente sur ses flancs. Le lac George, d'une longueur de 200 mètres, se trouve sur le versant sud-est. Le volcan est considéré comme éteint et se compose principalement d'andésite basaltique. La limite des arbres se situe entre 1 800 et 2 100 mètres d'altitude.

## Histoire
La première ascension du sommet date de 1923. Elle a été réalisée par six lycéens de Bend nommés Ervin Mcneal, Phil Philbrook, Armin Fuhrer, Wilbur Watkins, Leo Harryman et Ronald Sellers,,, le 26 août,,. Malgré l'échec de membres des Mazamas l'année précédente, et bien que Harryman ait manqué de lâcher prise, ce qui lui assurait une chute de plus de 200 mètres, les jeunes hommes estiment l'ascension sans difficulté particulière. Les Mazamas reconnaissent en cette ascension « an epochal event in northwest mountaineering » (« un événement qui fait date dans l'alpinisme du Nord-Ouest [des États-Unis] »). Une semaine plus tard, quatre d'entre eux réalisent la probable première ascension du Three Fingered Jack, dernier grand sommet de la partie américaine des Cascades à être gravi.

## Activités

### Randonnée et ascension

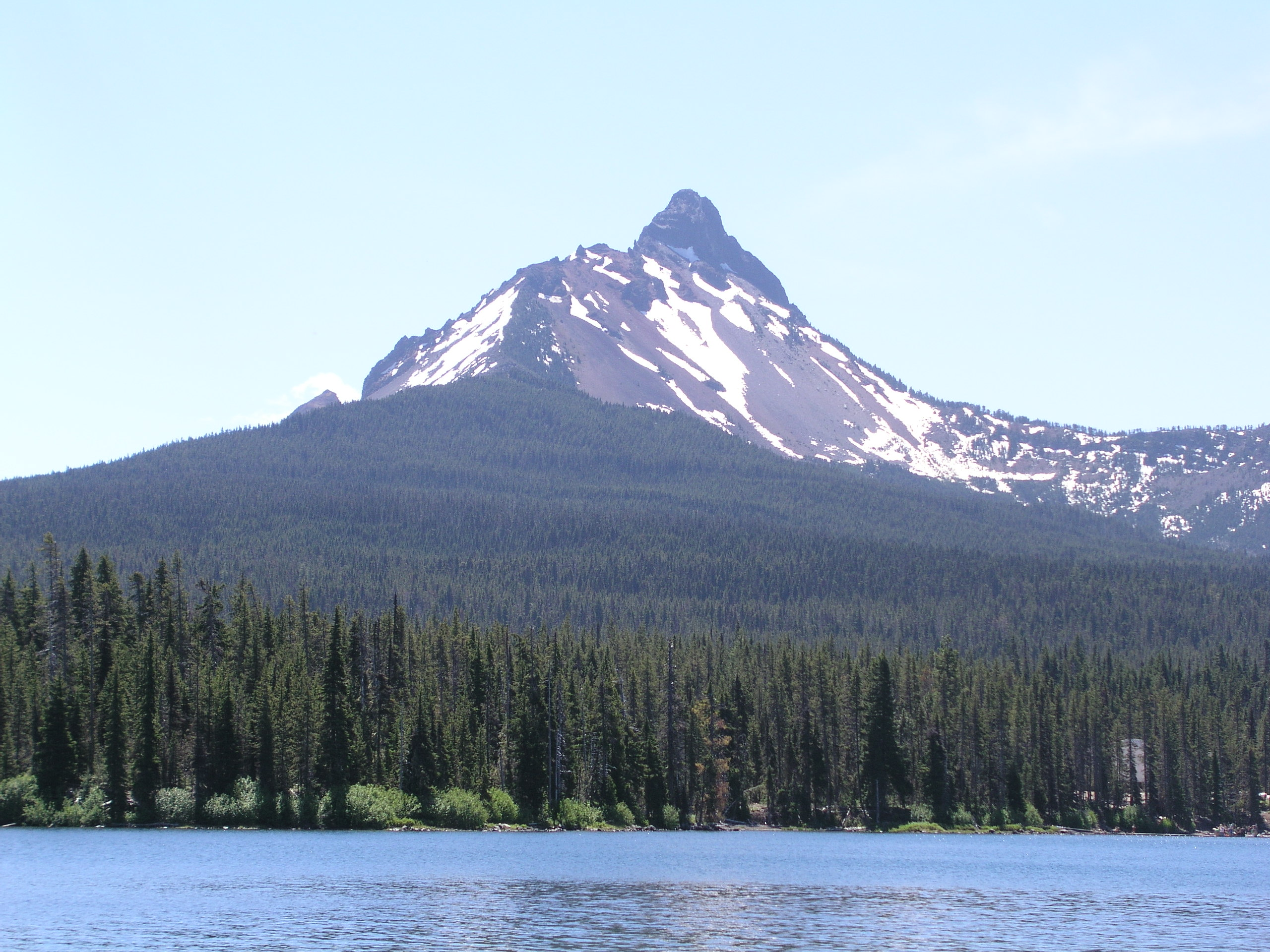
Vue du mont Washington depuis le nord.

La voie d'ascension normale pour gravir le sommet emprunte l'arête septentrionale et requiert certains mouvements techniques d'escalade (cotation 5.1) dans une roche très friable. Une douzaine d'autres voies et plusieurs variantes sont présentes dans les différentes faces de la montagne ; la plus difficile atteint 5.10.
Le Pacific Crest Trail arpente le volcan sur son versant occidental, à une altitude maximale de 1 800 mètres.

### Protection environnementale
Le mont Washington est protégé depuis 1964 au sein de la réserve intégrale du Mont Washington dont la superficie atteint 212,5 km2 et qui dispose d'une continuité écologique avec la réserve intégrale Three Sisters au sud. La réserve du mont Washington est gérée conjointement pour les trois quarts par la forêt nationale de Willamette dans sa partie occidentale appartenant au comté de Linn, qui a été créée en 1933 et couvre 6 790 km2, et pour un quart par la forêt nationale de Deschutes, dans sa partie orientale appartenant au comté de Deschutes, qui a été créée en 1908 et couvre 6 462 km2.